# Sonderkommando

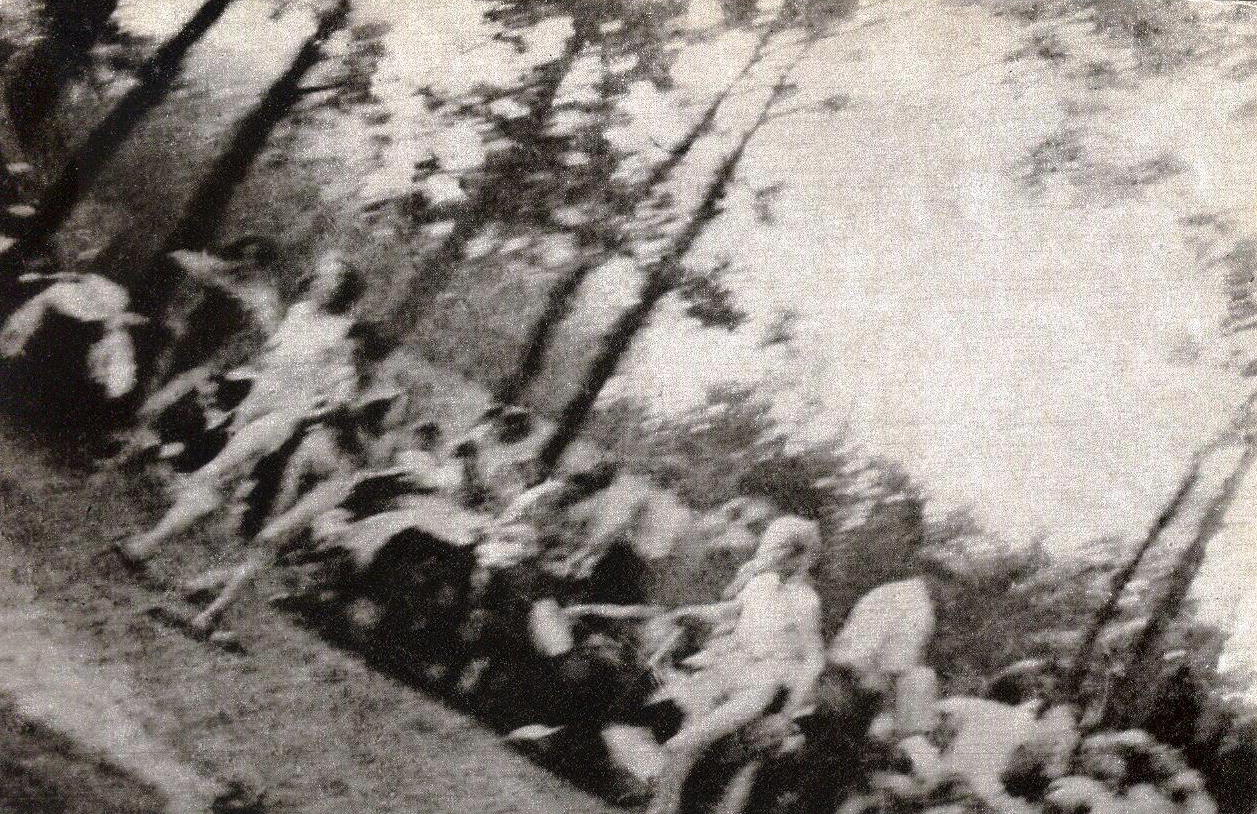
Civis marchando para as câmaras de gás, sob o olhar de soldados da Sonderkommando. A foto clandestina tirada por um judeu em Auschwitz pertence a uma série de quatro fotos tiradas que são as únicas a mostrar o processo de extermínio nas câmaras de gás que acontecia no campo.

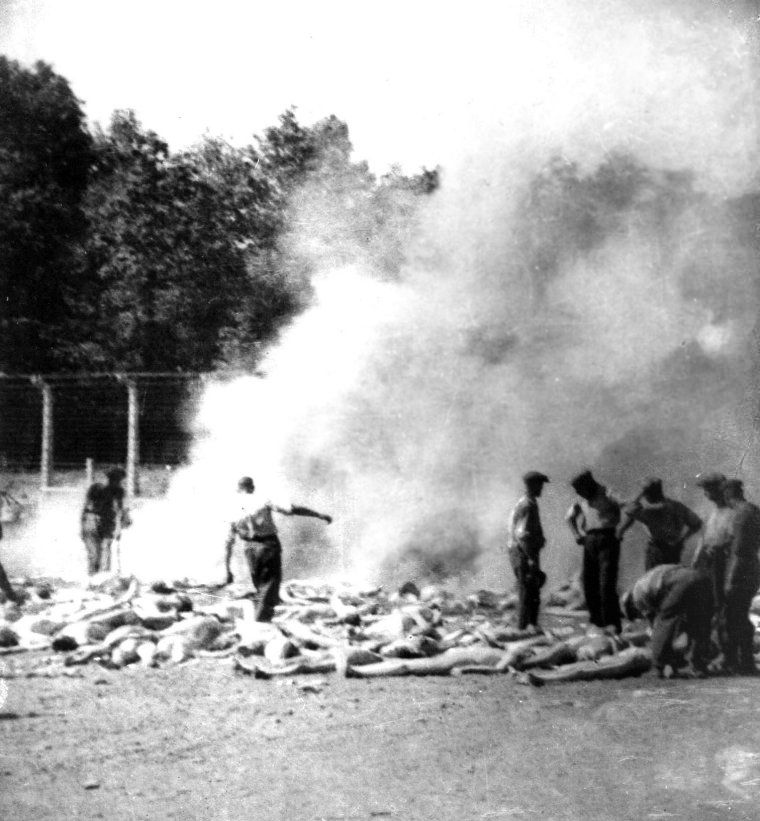
Homens do Sonderkommando se livrando de corpos de judeus mortos em Auschwitz, em agosto de 1944. É uma das poucas fotos restantes tiradas do processo de extermínio durante o Holocausto.

Sonderkommandos (alemão: [ˈzɔndɐkɔˌmando]; em português, 'comando especial') foram unidades de trabalho formadas por prisioneiros em campos de extermínio organizados pelos nazistas durante a Segunda Guerra Mundial. Essas unidades especiais foram criadas a partir de 1942 e só foram extintas em 1945, quando da liberação dos campos de concentração, pelos Aliados. A maioria dos integrantes dessas unidades eram judeus, forçados a trabalhar até à exaustão, sob ameaça de execução, para ajudar os alemães a se livrarem dos corpos que saíam das câmaras de gás, durante o Holocausto. Esses Sonderkommandos, formados por prisioneiros dos campos, não tinham relação com o SS-Sonderkommandos, que eram unidades ad hoc formadas por membros da SS, entre 1938 e 1945.
Os membros dos Sonderkommandos eram recrutados entre os prisioneiros recém-chegados e tinham como função executar as tarefas mais críticas, tais como enterrar os corpos de prisioneiros mortos, limpar as câmaras de gás e outros serviços que os alemães não gostavam de executar. Em contrapartida, dada condição de "grupo especial", tinham alguns privilégios. 
Segundo o historiador polonês Igor Bartosik, autor da monografia Witnesses from the Pit of Hell: History of the Auschwitz Sonderkommando, sobre o Sonderkommando de  Auschwitz-Birkenau a crença de que os membros do Sonderkommando eram executados a cada poucos meses, pela SS, é possivelmente falsa. Em  Auschwitz, isso ocorreu somente uma vez, em dezembro de 1942, quando toda a força de trabalho foi exterminada. Não apenas não havia  "eliminações" regulares dos membros desses grupos, como também muitos dos membros sobreviventes tinham sido incorporados ao Sonderkommando  desde o final de 1942. Outra imprecisão às vezes atribuída ao Sonderkommando é que apenas homens muito jovens eram escolhidos para o trabalho. Na realidade, segundo Bartosik, pelo menos 70% dos membros da unidade tinham 30 anos ou mais.
Para manter em sigilo as operações de extermínio do conhecimento dos outros prisioneiros do campo de concentração, eram mantidos isolados.

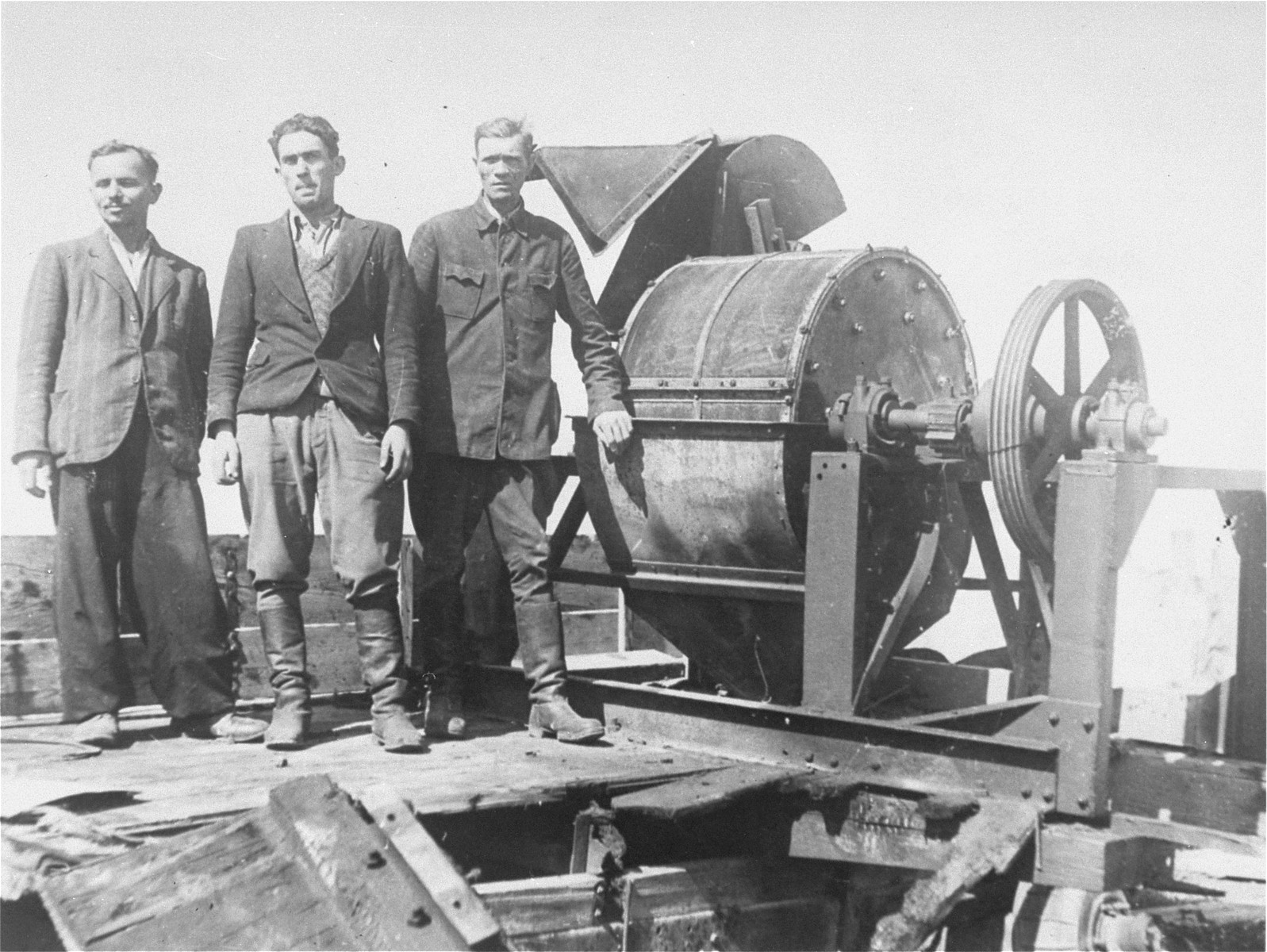
Membros do Sonderkommando, junto a uma máquina de triturar ossos, no campo de concentração de Janowska, após a liberação do campo (1944).